# NGC 4922-1
NGC 4922-1 is een elliptisch sterrenstelsel in het sterrenbeeld Hoofdhaar. Het hemelobject werd op 19 april 1865 ontdekt door de Duits-Deense astronoom Heinrich Louis d'Arrest.

## Synoniemen
- UGC 8135
- IRAS 12590+2934
- MCG 5-31-99
- VV 609
- ZWG 160.96
- DFOT 294
- KCPG 363A
- PGC 44896